# Мерриман, Райан
Ра́йан Эрл Ме́рриман (англ. Ryan Earl Merriman; род. 10 апреля 1983) — американский актёр.

## Биография
Мерриман родился в Чокто, маленьком пригороде Оклахома-сити, в семье Эрла и Ноны Мерриман. Также у него есть сестра, Моника, которая живёт и работает в Новой Зеландии. Отец Райана — немец, мать — англичанка и шотландка по происхождению.

### Карьера
Райан Мерриман начал свою карьеру в возрасте десяти лет. Его тётя Хизер первая обнаружила его талант. Сначала снимался в рекламных роликах и буклетах, играл в местном любительском театре в родном штате Оклахома, США. Вскоре и кинорежиссёры заметили его. Так в десять лет он отправился в Лос-Анджелес на кастинг сериала «The Mommies», и получил роль Блэйка Келлогана на 2 года (с 1993 по 1995 год). В то же время он получил незначительную роль в сериале «The Client». После сериала «The Client», Райан получил роль в фильме «Что такое право в Америке?» (в 1997 году). И в этом же году он получает роль молодого Джареда на 4 сезона в сериале «Притворщик». Именно после этого сериала Мерриман, получает мировую известность. Снявшись в фильме «Всё, что растёт», он получает награду Young artist awards.
В 1999 году он играет в фильме «На самом дне океана», где играет потерянного сына Мишель Пфайффер. Как говорит Райан: «Я получил хороший опыт, снявшись в этом фильме». В 2000 году он играет в фильмах: «Подглядывающий» и «Умный дом» для канала Дисней. Затем он получил первую главную роль в фильме «Проект Меркурий» и «Ирландская удача». После которых он приобрёл много фанатов.
В 2001 году он появился в сериале «Ангелы счастья». Райан Мерриман снялся во многих фильмах ужасов, таких как: «Хеллоуин: Воскрешение» (2002), «Звонок 2» (2005), «Пункт назначения 3» (2006) и «Лесная глушь» (2008). В 2002 году Райан снялся в мини-сериале Спилберга «Taken». Благодаря сериалу Мерриман получает главную роль в сериале «Veritas: В поисках истины» для канала ABC. Но сериал не оправдал ожидания и проект был закрыт. Вскоре он получает роль в фильме «Рождённый свободным» по книге Шолохова «Жеребёнок». В фильме "Дом «Гигантов» он играет школьную звезду баскетбола.
Он появился в сериале «Луна Команчей» в январе 2008 года. Мерримана пригласили играть главную роль Генри Данна в остросюжетном сериале «Остров Харпера», но позже он был заменён на Кристофера Горэма, когда окончательно был составлен сценарий. Райан Мерриман недавно начал съемку фильма «Пятая четверть». Фильм, основанный на реальных событиях о Джоне Эббате, у которого в автомобильной катастрофе погиб его 15-летний брат Люк. Также актёр принял участие в съёмках лент «Дикая вишня» и «Девушка в лифте».

### Благотворительность
Райан Мерриман также состоит в благотворительной спортивно-туристической организации «Горный орел», помогающей детям из неблагополучных семей, детям-инвалидам и посетителям кризисных центров в Монтане и Оклахоме и активно поддерживает усилия государства предать штату кинематографическую продукцию.

### Личная жизнь
25 июня 2004 года женился на Миколь Дукан, с которой встречался с 2000 года. Пара развелась в 2011 году. 1 января 2012 года обручился с Кристен Макмаллен. Пара поженилась в сентябре 2014 года. Райан Мерриман живёт в штате Оклахома, имеет также небольшой дом в Лос-Анджелесе.

## Фильмография
| Год       |     | Русское название                       | Оригинальное название             | Роль                                |
| --------- | --- | -------------------------------------- | --------------------------------- | ----------------------------------- |
| 1993—1995 | с   |                                        | The Mommies                       | Блэйк Келлогг                       |
| 1995      | с   | Клиент                                 | The Client                        | Джефф Дитрих                        |
| 1996—2000 | с   | Притворщик                             | The Pretender                     | молодой Джаред                      |
| 1997      | ф   |                                        | What's Right with America         | Тодд Гордон                         |
| 1998      | ф   | Все что растет                         | Everything That Rises             | Нейтан Клэй                         |
| 1999      | ф   | Долгий путь домой                      | Night Ride Home                   | Джастин                             |
| 1999      | ф   | Крёстный Лански                        | Lansky                            | Меир Лански в 12—14 лет             |
| 1999      | ф   | На самом дне океана                    | The Deep End of the Ocean         | Сэм Каррас / Бен Каппадора в 12 лет |
| 1999      | тф  | Умный дом                              | Smart House                       | Бен Купер                           |
| 1999      | ф   | Подглядывающий                         | Just Looking                      | Ленни Левин                         |
| 2000      | тф  | Проект «Меркурий»                      | Rocket's Red Glare                | Тодд Бейкер                         |
| 2001      | с   | Прикосновение ангела                   | Touched by an Angel               | Джейсон Харрис                      |
| 2001      | тф  | Ирландский везунчик                    | The Luck of the Irish             | Кайл Джонсон                        |
| 2001      | тф  | Опасный ребёнок                        | Dangerous Child                   | Джек Комбридж                       |
| 2002      | ф   | Хэллоуин: Воскрешение                  | Halloween: Resurrection           | Майлз Бартон                        |
| 2002      | тф  | Кольцо бесконечного света              | A Ring of Endless Light           | Адам Эдинктон                       |
| 2002      | с   | Похищенный                             | Taken                             | Сэм Кроуфорд                        |
| 2004—2004 | с   | Veritas: В поисках истины              | Veritas: The Quest                | Никко Зонд                          |
| 2003      | ф   | Вихрь                                  | Spin                              | Эдди Хэйли                          |
| 2004      | с   | Тайны Смолвиля                         | Smallville                        | Джейсон Данте                       |
| 2005      | кор | Звонки                                 | Rings                             | Джейк                               |
| 2005      | ф   | Звонок 2                               | The Ring Two                      | Джейк                               |
| 2005      | тф  | Рождённый свободным                    | The Colt                          | Джим Рэбб                           |
| 2006      | ф   | Пункт назначения 3                     | Final Destination 3               | Кевин Фишер                         |
| 2006      | кор | Кино мертвых тинейджеров               | Dead Teenager Movie               | играет самого себя                  |
| 2007      | ф   | Дом гигантов                           | Home of the Giants                | Мэтт Моррисон                       |
| 2007      | тф  | Игра на выживание                      | Backwoods                         | Адам                                |
| 2008      | с   | Луна команчей                          | Comanche Moon                     | Джек Спун                           |
| 2009      | ф   | Дикая вишня                            | Wild Cherry                       | Стэнфорд                            |
| 2010      | ф   | Девушка в лифте                        | Elevator Girl                     | Джонатан                            |
| 2010      | ф   | Пятая четверть                         | The 5th Quarter                   | Джон Эббэйт                         |
| 2010—2014 | с   | Милые обманщицы                        | Pretty Little Liars               | Йен Томас                           |
| 2011      | ф   |                                        | Tomorrow's End                    | Винс                                |
| 2011      | кор |                                        | Shooting for Something Else       | Винс                                |
| 2012      | ф   | Нападение пятидесятифутовой чирлидерши | Attack of the 50 Foot Cheerleader | Кайл                                |
| 2012      | ф   |                                        | Cheesecake Casserole              | Энди                                |
| 2012      | ф   |                                        | My Hometown                       | Рик Диксон                          |
| 2012      | с   | Гавайи 5.0                             | Hawaii Five-0                     | Деннис Мак                          |
| 2013      | ф   |                                        | Dose of Reality                   | Мэтт                                |
| 2013      | ф   | 42                                     | 42                                | Дикси Уокер                         |
| 2013      | ф   | Катастрофа на День независимости       | Independence Daysaster            | Пит                                 |
| 2014      | с   | Футболисты                             | Ballers                           | богатенький мальчик                 |
| 2015      | ф   |                                        | The Last Rescue                   | десантник Григгс                    |
| 2015      | ф   |                                        | How Not to Propose                | Трэвис                              |
| 2015      | ф   |                                        | The Last Best Place               | Зак                                 |
| 2015      | ф   |                                        | Palominas                         | Tramp Weathers                      |
| 2015      | ф   |                                        | A Sunday Horse                    | Джонатан Коллер                     |
| 2015      | ф   | Конгрессмен                            | The Congressman                   | Джаред Барнс                        |
| 2015      | ф   |                                        | The Hard Ride                     | Стив                                |
| 2016      | ф   |                                        | Distortion                        | детектив Бэйкер                     |
| 2016      | ф   |                                        | Domain                            | Денвер                              |

## Награды
Райан Мерриман пять раз номинировался на премию «Лучшая молодая звезда» популярного издания «Hollywood Reporter». Следом последовали восемь номинаций на звание «Лучшего молодого актера Голливуда», шесть раз Мерриман становился победителем.